# Антониевская церковь (Коссово)
Анто́ниевская церковь — историческое здание второй половины XIX века в городе Коссово Брестской области Белоруссии.

## История
Православная каменная церковь во имя Антония Великого была построена в Коссове в 1868 году на средства губернатора и прихожан. Ранее на этом месте существовала более старая деревянная церковь, известная с 1597 года. Антониевская церковь принадлежит к типу небольших церквей, которые массово возводились в Виленской губернии по приказу генерал-губернатора Михаила Муравьёва.

## Архитектура
Церковь построена в русском стиле. Композиционно церковь состоит из четырёх частей, а именно двухъярусной колокольни, трапезной прямоугольной формы в плане, расположенного поперечно основного объёма и апсиды. Четвериковая колокольня имеет гранёный полусферический купол, над которым — барабан-фонарь с маковкой. Основной объём завершает луковичная главка на восьмигранном барабане. Над главным входом — двускатный навес, опирающийся на две колонны. Оконные проёмы имеют арочную форму. На боковых фасадах основного объёма они сдвоенные, обрамлены арочным орнаментом. Декоративное оформление фасадов включает зубчатые фризы, рустованные наличники, прямоугольные филёнки. Внутреннее оформление интерьеров простое, без архитектурных деталей. Использованы плоские балочные перекрытия, помещения соединены просветами.